# Whisky Soda

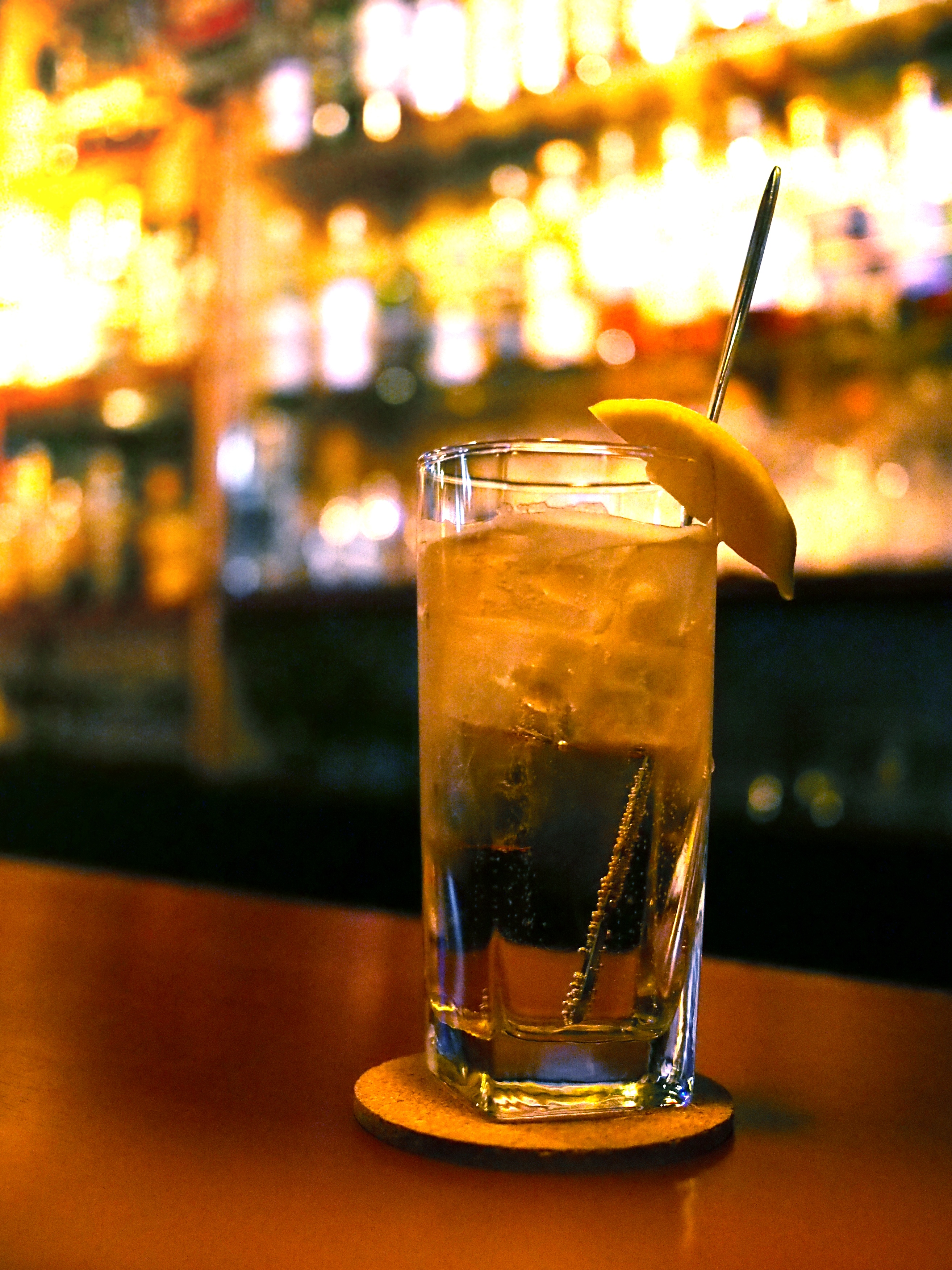
Ein japanischer Whisky Soda

Whisky Soda, auch Scotch and Soda ist ein klassischer Highball. Der Drink besteht aus Eis und einem Whisky, der mit Sodawasser aufgefüllt wird.
Während einerseits das Sodawasser den Whisky verdünnt, sorgen Wasser und Kohlenstoffdioxid dafür, dass mehr und andere Aromastoffe aus dem Whisky freigesetzt werden, als dieses beim puren Trinken passiert.
In den USA, wo Soda auch als Ausdruck für Softdrinks genutzt wird, kann Whiskey Soda auch ein Whiskey mit einem Softdrink sein, dessen bekanntester Vertreter der Whiskey Cola ist.

## Geschichte
Populär wurde Whisky Soda Ende des 19. Jahrhunderts in der englischen Mittel- und Oberschicht. Nachdem Brandy and Soda im frühen 19. Jahrhundert das bevorzugte Getränk dieser Klassen gewesen war, sorgte die Reblauskrise für Produktionseinbrüche beim Brandy und die Engländer begannen den Brandy durch Schottischen Whisky zu substituieren. Ab 1880 war Whisky Soda der dominierende Drink für Männer in dieser Gesellschaftsschicht.
In Japan war der Whisky Soda in den 1950ern bis 1970ern die beliebteste Whisky-Variante. In dieser Frühzeit der japanischen Whisky-Produktion übten sich die Spirituosenhersteller noch an der Produktion und stellten vor allem einfache Blended Whiskys her, die stark verdünnt als Whisky Soda als Feierabenddrink verkauft wurden.
Seit den 1980ern hatte Whisky in Japan ein Image als Getränk alter Männer, die ernsthaft trinken. Die Wiedereinführung des weniger geschmacksintensiven und alkoholärmeren Whisky Soda sollte dieses ändern. Der größte japanische Spirituosenhersteller Suntory bewarb Whisky Soda massiv, um jüngere Käuferschichten für Whisky zu begeistern. Der Produzent entschied sich für den Whisky Soda, da er Gelegenheitstrinker ansprechen sollte: über Eis serviert hat er einen niedrigeren Alkoholgehalt als Bier und lässt sich auch gut zum Essen trinken. Anders als beim mizuwari, einem Whisky mit Leitungswasser stellt Suntory zudem das angespriesene Sodawasser für den Whisky Soda selber her, kann sogar die Qualität kontrollieren und gleichzeitig zusätzliche Verkäufe generieren.
Der Hersteller produzierte Werbespots mit der Schauspielerin Koyuki, in der diese einen Whisky Soda mit einem der preiswerteren Suntory-Whiskies trinkt. Laut Suntory stieg im Jahr nach der Werbung die Zahl der Bars, die Whisky Soda ausschenkten von 15.000 auf 40.000 Insgesamt stieg der Whisky-Konsum in Japan in den Jahren nach 2008 das erste Mal seit einem stetigen Bedeutungsverlust  wieder an, was Industriekenner vor allem auf die stark wachsende Popularität des Whisky Soda zurückführen.
Whisky Soda kann in Japan auch bereits fertig gemixt in der Dose oder Flasche gekauft werden. Es existieren Highball-Bars, die sich über den Whisky Soda definieren und in denen dieser bereits fertig gemischt vom Fass gezapft wird. Viele japanische Whiskys haben weiterhin Geschmacksprofile, die darauf ausgelegt sind, zu einem Whisky Soda gemixt zu werden.

## Rezeption
Als englisches Standardgetränk im späten 19. Jahrhundert bis in das 20. Jahrhundert hinein, taucht Whisky Soda zahlreich in der englischen Literatur der Zeit auf. Figuren in Romanen von Agatha Christie trinken ebenso regelmäßig Whisky Soda wie die Figuren bei Edgar Wallace oder Ernest Hemingway. In Der Seewolf staunt der Londoner Schöngeist, der Whisky vor allem als Whisky Soda aus Londoner Clubs kennt, über die Mengen Whisky, die die Seeleute pur trinken.  Auch James Bond trinkt in den Büchern deutlich öfter Whisky als Martinis, davon oft auch als Whisky Soda.
Für die Beatles war Scotch and Soda das Rauschmittel der Wahl, bis Bob Dylan sie Mitte der 1960er mit Marihuana bekannt machte.